# Oeceoclades calcarata
Oeceoclades calcarata är en orkidéart som först beskrevs av Rudolf Schlechter, och fick sitt nu gällande namn av Leslie Andrew Garay och Peter Geoffrey Taylor. Oeceoclades calcarata ingår i släktet Oeceoclades och familjen orkidéer.
Artens utbredningsområde är Madagaskar. Inga underarter finns listade i Catalogue of Life.